# Čtveřice lip srdčitých u Zimů
Čtveřice lip srdčitých u Zimů jsou 4 památné stromy lípy malolisté (Tilia cordata) v Tisové, části města Nejdek v okrese Karlovy Vary v Karlovarském kraji. Esteticky působivé lípy rostou na jižním okraji Tisové, před stavením čp. 152. Pod jejich společnou korunou stojí litinový křížek. Vedle lip se nachází zděná studna s rumpálem a stříškou. Harmonický celek doplňuje bílý štít opodál stojící chalupy „U Zimů“.
Obvody kmenů měří od 205 cm do 327 cm (měření 2006).
Památné stromy jsou chráněny od roku 2006 jako krajinná dominanta, stromy významné vzrůstem a jako součást kulturní památky.

## Stromy v okolí
- Javor u Hanáků
- Lípa u benzinové stanice
- Buková alej v ulici Pod Lesem
- Javor na Hofberku